# Besseggen
Besseggen est une arête rocheuse située dans le massif de Jotunheimen, en Norvège. Elle sépare les lacs de Gjende (984 m) et Bessvatnet (1 373 m), culminant à 1 638 m et se prolongeant à l'est vers la montagne de Veslfjellet (1 743 m). Le chemin de randonnée reliant Memurubu à Gjendesheim passe le long de cette arête ; c'est l'un des plus populaires du parc national de Jotunheimen et de toute la Norvège. Environ 600 000 personnes font la randonnée tous les ans, la plupart utilisant la liaison en bateau entre les deux refuges pour compléter leur tour.
La montagne apparaît dans le drame Peer Gynt d'Henrik Ibsen sous le nom Gjendineggen.

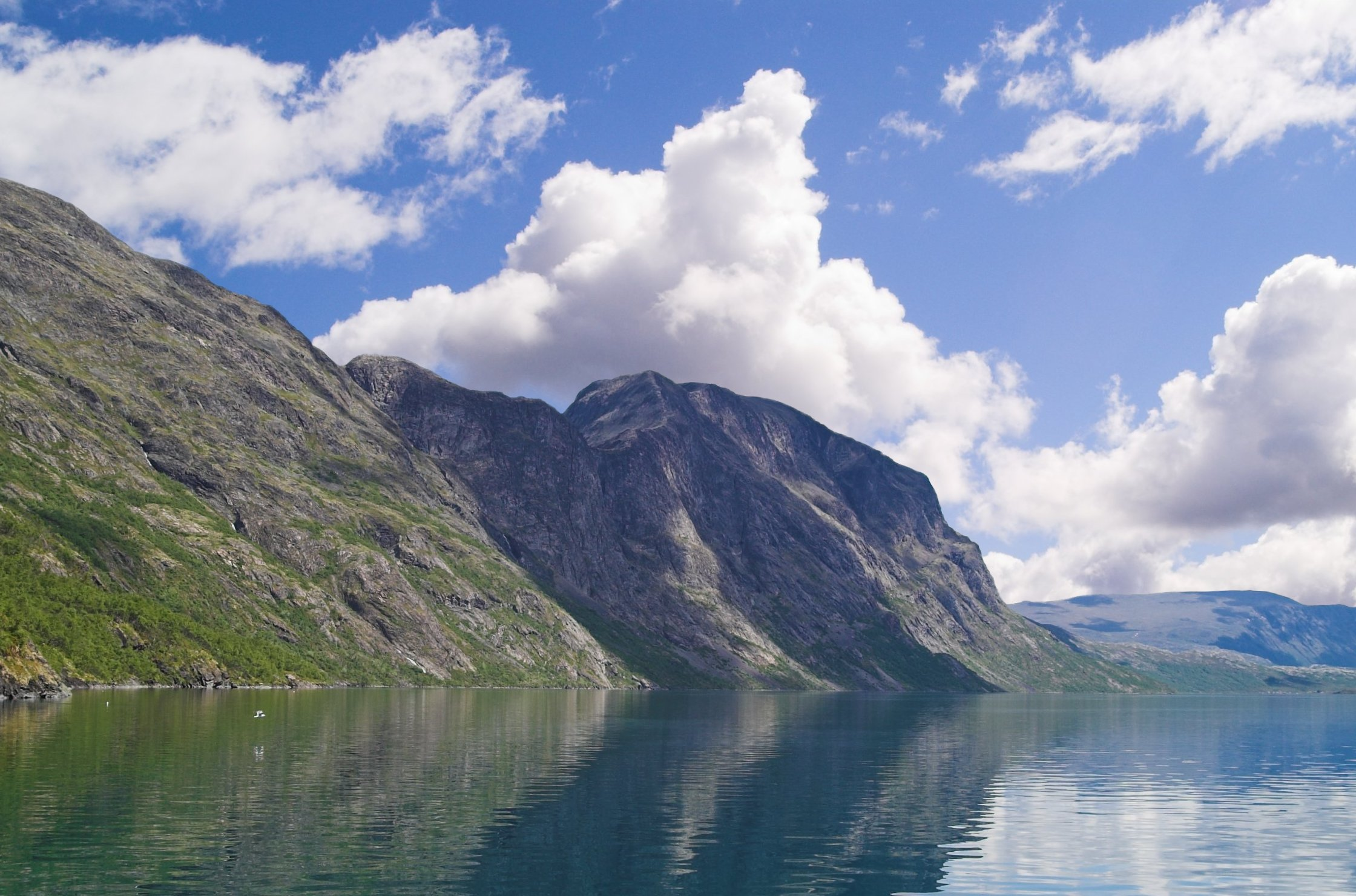
Besseggen vue depuis Gjende.
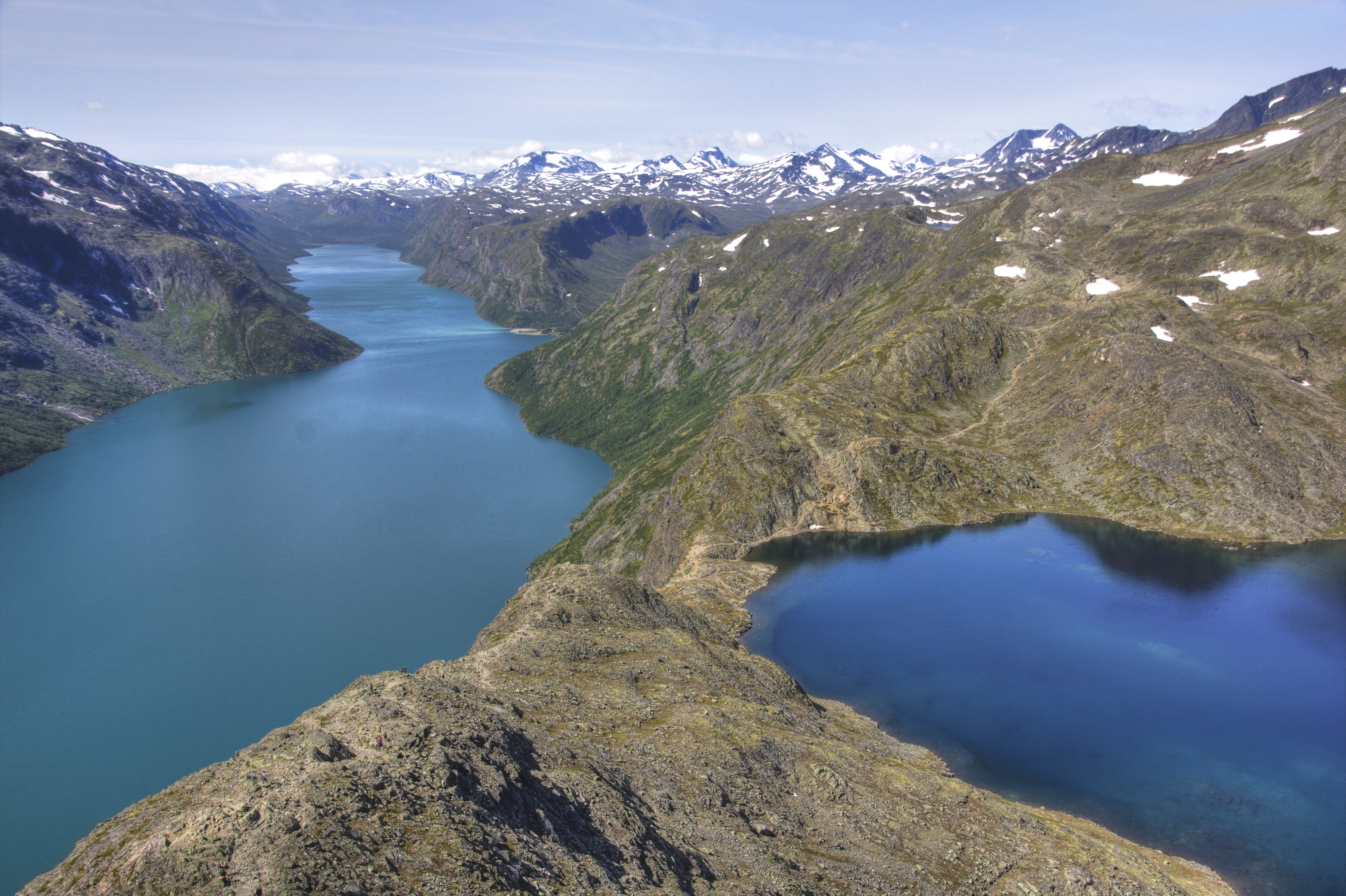
Gjende (à gauche) et Bessvatnet (à droite) vus depuis le sommet de Besseggen.